# Cristian Mandeal
Cristian Mandeal, romunski dirigent in pianist, * 18. april 1946, Rupea, judeţul Braşov, Romunija.
Mandeal je od leta 1991 direktor Filharmonije »George Enescu«. Klavir, dirigiranje in kompozicijo je študiral v Braşovu, nato pa še na glasbeni akademiji v Bukarešti (1965 - 1974). Izpopolnjeval se je v Berlinu pri Herbertu von Karajanu (1980) in v Münchnu pri Sergiu Celibidacheju (1990). 